# Urædd Fotballklubb Kvinner
L'Urædd Fotballklubb Damer, noto semplicemente come Urædd, è una squadra di calcio femminile norvegese con sede nella città di Porsgrunn. Sezione di calcio femminile dell'omonimo club fondata nel 2007, nella stagione 2016 gioca in Toppserien, la massima divisione del campionato norvegese, per la prima volta su storia sportiva.

## Palmarès

### Competizioni nazionali
- 1. divisjon: 1

2015

## Organico

### Rosa
Rosa aggiornata al 23 aprile 2016.
| N. |                     | Ruolo | Calciatrice            |
| -- | ------------------- | ----- | ---------------------- |
| 1  | Norvegia (bandiera) | P     | Caroline Akerholt Eid  |
| 2  | Norvegia (bandiera) | D     | Silje Bjørneboe        |
| 3  | Norvegia (bandiera) | D     | Ingrid Bergland        |
| 3  | Norvegia (bandiera) | D     | Åshild Hereid Haugen   |
| 5  | Norvegia (bandiera) | D     | Synne Lyng             |
| 6  | Norvegia (bandiera) | D     | Mariken Kleppe         |
| 7  | Norvegia (bandiera) | C     | Inger Vadder Sandland  |
| 8  | Norvegia (bandiera) | C     | Sara Elisabeth Idris   |
| 9  | Norvegia (bandiera) | A     | Sandra Birkeland Preus |
| 10 | Norvegia (bandiera) | A     | Melissa Wiik           |
| 11 | Norvegia (bandiera) | C     | Rebecca Mykland        |
| 12 | Norvegia (bandiera) | P     | Lene Lauve             |
| 13 | Norvegia (bandiera) | A     | Jenny Holtar Mathiesen |

| N. |                     | Ruolo | Calciatrice                |
| -- | ------------------- | ----- | -------------------------- |
| 14 | Norvegia (bandiera) | A     | Heidi Bjørntvedt           |
| 16 | Norvegia (bandiera) | C     | Renate Husum               |
| 17 | Norvegia (bandiera) | A     | Thea Prestesæther          |
| 18 | Norvegia (bandiera) | C     | Siw Døvle                  |
| 19 | Norvegia (bandiera) | C     | Amalie Snøløs              |
| 20 | Norvegia (bandiera) | D     | Lina Jasmin Lanner         |
| 21 | Norvegia (bandiera) | D     | Veronica Navestad Amundsen |
| 22 | Norvegia (bandiera) | C     | Nora Eide Lie              |
| 23 | Norvegia (bandiera) | C     | Ellen Marie Wiersholm      |
| 25 | Norvegia (bandiera) | D     | Åse Marit Lia Kasin        |
| 26 | Norvegia (bandiera) | C     | Stina Kleppe               |
| 27 | Norvegia (bandiera) | C     | Trine Akerholt Eid         |

## Storia recente
| Stag. |    | Pos. | G           | V           | N           | P             | GF          | GS          | Pt.           | Coppa | Europa | Europa | Note |
| ----- | -- | ---- | ----------- | ----------- | ----------- | ------------- | ----------- | ----------- | ------------- | ----- | ------ | ------ | ---- |
| 2013  | 2D | 1    | align=right | align=right | align=right | align=right\| | align=right | align=right | align=right\| |       |        |        |      |
| 2014  | TS | 3    | 22          | 12          | 3           | 7             | 44          | 27          | 39            |       |        |        |      |
| 2015  | 1D | 1    | 22          | 17          | 2           | 3             | 65          | 24          | 53            |       |        |        |      |